# Rubiks kub

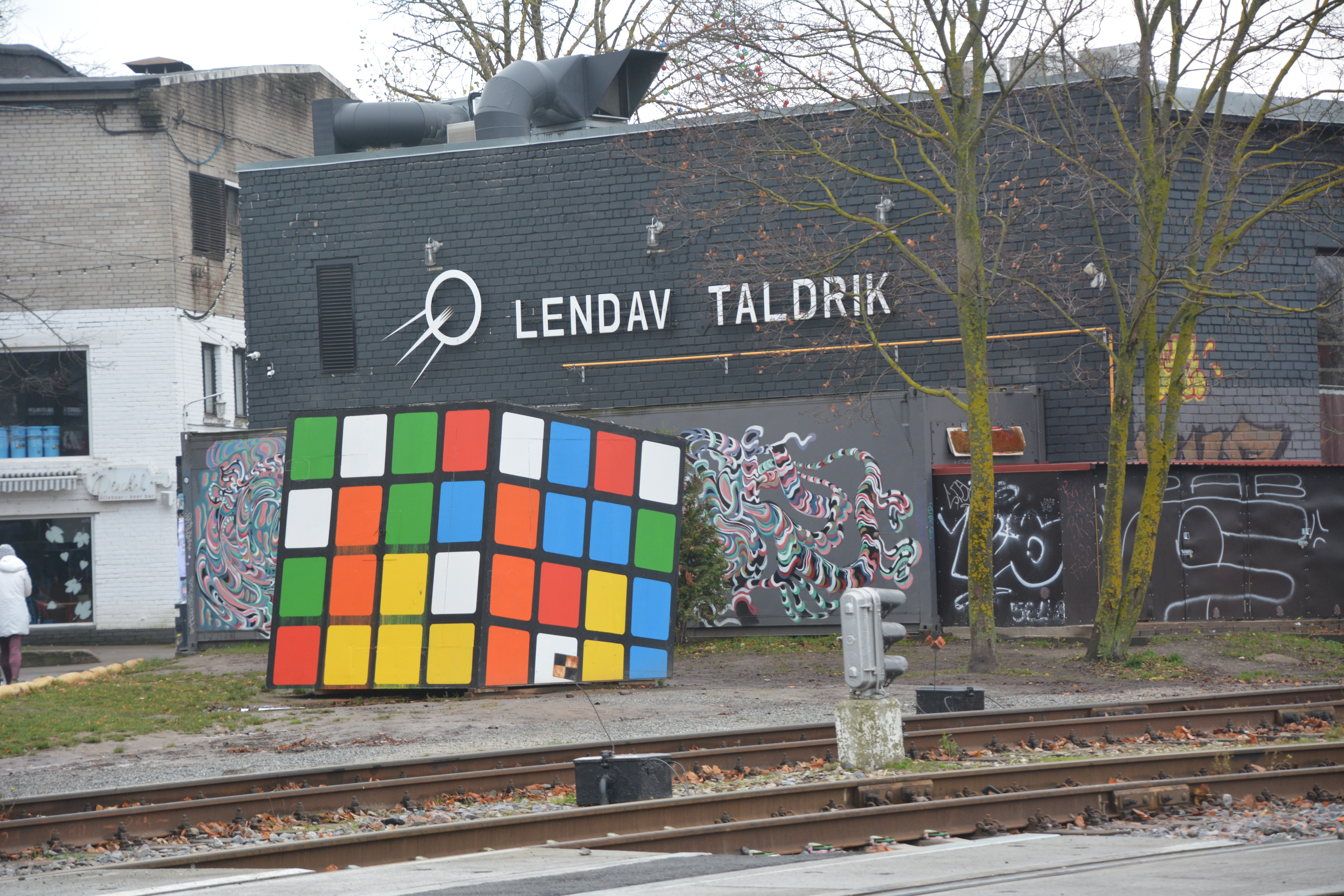
Rubiks kub i Telliskivis kreativa stadsdel i Tallinn.

Rubiks kub är ett tredimensionellt mekaniskt pussel som patenterades av den ungerske arkitekten och professorn Ernő Rubik år 1974. Det tredimensionella pusslet uppfanns först i pedagogiskt syfte då Rubik vid tiden undervisade i design. Efter att kuben först skapats gick det flera veckor innan Rubik själv lyckades lösa den. Pusslet finns i flera dimensioner och modeller, men den första och mest konventionella kuben består av 3×3×3 mindre kuber. Originalversionen har också måtten 5,73 cm.
Varje sida på kuben är indelad i 3×3 mindre färgade rutor (54 totalt på hela kuben) och dess olika skikt kan vridas i ett valfritt antal kvartsvarv i förhållande till de andra skikten. I utgångsläget har alla rutorna på en kubsida samma färg, men efter ett fåtal slumpmässiga vridningar har färgerna blandats. Utmaningen är att återställa kuben till utgångsläget med så få vridningar, eller på så kort tid, som möjligt.
En Rubiks kub kan ha 8! · 12! · 210 · 37 = 43 252 003 274 489 860 000 olika positioner (≈4,3 · 1019), men kan trots det alltid lösas med 20 eller färre vridningar. I början av 2008 bevisade matematikern Tomas Rokicki att en Rubiks kub alltid kunde lösas med färre än 26 vridningar, oavsett startposition. Han lyckades i slutet på april samma år ytterligare få ner antalet, då han med hjälp av Sony Picture Entertainments superdatorer räknade ut att det aldrig krävs mer än 23 vridningar för en lösning. I juli 2010 kunde Rokicki och några andra slutligen bevisa att 20 drag alltid är tillräckligt för att lösa kuben; det finns också startpositioner som kräver precis 20 drag. Det finns flera sätt att lösa Rubiks kub på; vissa tar fler vridningar, men är lättare att förstå och komma ihåg. Ingen människa kan i det allmänna fallet på rimlig tid räkna ut en minimal lösningsserie med blott hand och huvud. Det är svårt även för en dator, eftersom det inte finns någon generell algoritm för att hitta den.
Över 400 miljoner exemplar av kuben har sålts världen över. Kuben var som mest populär under det tidiga 1980-talet. Framgången gav under en tid upphov till en mängd plagiat och inspirerade pussel i samma anda, till exempel den så kallade Rubiks orm.

## Lösning
Det finns många olika sätt att lösa en Rubiks kub, allt ifrån enkla varianter med få algoritmer, inlärda dragserier, till varianter där hundratals kombinationer krävs. De vanligaste teknikerna är i grunden enkla, men går att utveckla genom att till exempel använda en mer komplicerad algoritm istället för att upprepa en enklare flera gånger.
De vanligaste varianterna är:
- Layer by Layer, LBL – Ett lager i taget, där sista är svårast
- Block Approach – Skapa ett block, utvidga det, och sätt dit resten
- Corners first, CF – Först hörnen, och sen kanterna utan att förstöra hörnen
- Edges first, EF – Först kanterna, och sen hörnen utan att förstöra kanterna.

### Fridrich-metoden
Den vanligaste varianten för "Speedcubing", sporten att lösa Rubiks kub på minsta möjliga tid, är en Layer by Layer-teknik, som bygger på CFOP (Cross, F2L, OLL, PLL), allmänt kallad Fridrich-metoden som uppfanns av flera personer vid samma tidpunkt, men gjordes känd av Jessica Fridrich. Den har senare vidareutvecklats av ett flertal andra personer, världen över. Man kan börja med vilken sida man vill, och alla är egentligen lika enkla. Många föredrar att alltid börja med samma sida eftersom man då lär sig hur färgerna sitter i relation till varandra. Det är vanligt att man börjar med den vita sidan då den är lätt att urskilja bland andra färger. Metoden bygger på fyra delar, som oftast är separerade från varandra:
- Kors – Alla kantbitar i det understa lagret, som även ska passa med närliggande mittbitar
- First two Layers, F2L – Hörnen i första lagret, och kantbitarna i andra, fixas samtidigt
- Orientering av sista lagret, OLL (Orient Last Layer) – Vrida bitarna så sista sidan blir helt gul (förutsatt att man har börjat med vit sida)
- Placering av sista lagret, PLL (Permute Last Layer) – Byta plats på bitarna i översta lagret utan att förstöra orienteringen.

De flesta nybörjare gör oftast korset uppåt, men vill man komma ner i snabbare tider är det fördelaktigt att ha första lagret neråt. Fördelen är att man ser de bitar som ska placeras istället för de som redan är placerade.
Det går att göra en väldigt enkel Fridrich-variant, där man delar upp allting i mindre bitar, och inte gör F2L, utan gör ett lager i taget, innan man hunnit lära sig mer avancerade tekniker. Likaså går det att permutera, byta plats på bitarna, i två steg, eller upp till fyra. Ju fler steg desto färre och lättare algoritmer behöver man lära sig.
På senare tid har det också dykt upp en variant där man, istället för att orientera alla bitar och permutera alla bitar, permuterar och orienterar alla kanter och sedan gör samma sak med alla hörn. Dock är denna ovanligare, och har hittills inte visat sig vara snabbare än den vanliga.

### Petrus-metoden
Petrus-metoden, skapat av svensken Lars Petrus är en Block Approach-teknik, och bygger på att skapa block om först 2×2×2, utvidga till 2×2×3, och sen 2×3×3, för att sen lösa sista lagret.

## Algoritmer och notation
För att smidigast lösa en Rubiks kub använder man oftast algoritmer. Dessa algoritmer kan vara väldigt olika, men alla används för att flytta vissa speciella bitar. En algoritm används för att enbart vända på två kantbitar, medan en annan används för att byta plats på tre hörn, och som ibland kallas i Sverige för "Gustav". För att kunna lära ut och lära in olika algoritmer, som också kan kallas "dragserier", använder man ett notationssystem skapat av David Singmaster. Det går ut på att varje sida på kuben har en bokstav tilldelad sig, beroende på dess läge. Bokstäverna bygger på de engelska "namnen" på sidorna:
- U: Up = Den sida som just då är uppåt.
- D: Down = Den sida som just då är nedåt.
- R: Right = Den sida som just då är åt höger.
- L: Left = Den sida som just då är åt vänster.
- F: Front = Den sida som just då är mot dig.
- B: Back = Den sida som just då är bort från dig.

Dock finns det ju tre olika sätt att vrida en sida, eller ett lager, som det egentligen heter. Om det enbart står bokstaven, ska man vrida 90 grader, ett hack, medurs. För att visa att man ska vrida moturs lägger man på ett primtecken ' och om man ska vrida 180 grader, ett halvt varv, lägger du på en tvåa efter bokstaven "F2". Vill man vara övertydlig med att man ska vrida ett halvt varv moturs och inte medurs (vilket kan göra att man får bättre flyt, och kan utföra algoritmen snabbare) kan man sätta ut ett primtecken efter, "F2'". Man bör vara noggrann med att använda stora bokstäver, versaler, eftersom små bokstäver, gemener, betyder något annat. "u" betyder till exempel att man vrider dels övre lagret medurs ("höger"), men att man också "tar med sig" mittenskivan. På samma sätt blir ett r'-drag att man vrider både det högra lagret och det intilliggande mittenlagret moturs, "neråt". Denna notation är vanligast i Europa och Amerika, medan man i Asien vanligen noterar med ett w efteråt, till exempel "Fw2".
Det finns också notation för att visa kubrotationer, alltså när man vrider hela kuben, och inte något speciellt lager. Liksom allt annat används ' och 2 för att visa åt vilket håll.
- y: Man vrider hela kuben i samma riktning som ett U-drag (eller D').
- x: Hela kuben vrids i samma riktning som ett R-drag.
- z: Hela kuben vrids i samma riktning som ett F-drag.

En sista notation att ta upp är "slicedrag". I dessa vrider man kubens mittenlager. Också här kan ' och 2 användas för att visa moturs drag och 180-graders drag.
- M: Middle = l/Lw utan det yttre lagret
- E: Equator = d/Dw utan det yttre lagret
- S: Standing = f/Fw utan det yttre lagret.

### Exempel
Algoritmen Gustav går att skriva på flera olika sätt. Det vanligaste sättet att utföra den är: l' U R' D2 R U' R' D2 R2 x'. Det första draget, l', är att dra det vänstra och mittenlagret moturs, vilket framifrån blir uppåt. Nästa drag är U, vilket innebär att det översta lagret vrids medurs, åt vänster. Nästa drag, R', är en fortsättning på första l'-draget, men denna gången vrids inte kuben. D2, nedersta skivan vrids ett halvt varv. Det spelar det ingen roll om den vrids medurs eller moturs, men snabbast är att antingen vrida medurs med vänster ringfinger eller moturs med höger ringfinger. R U' R' – upp, sidan, ner igen – är en av de vanligaste kombinationen. Det kan vara lättare att komma ihåg om man tänker att detta U'-draget är att man gör tillbaka det tidigare U-draget (vilket också är fallet). D2 igen, samma grej, fast i början kanske det är lättare att komma ihåg om man tänker att man gör tillbaka det tidigare D2-draget. Med R2 vrider man upp det högra lagret igen, och algoritmen är avslutad. Dock måste man vrida hela kuben med ett x'-rotation för att återställa den i dess ursprungliga läge.

## Rekord
För rekord i större kuber, för 4×4×4, se Rubiks Revenge; för 5×5×5, se Rubiks Professor. För alla rekord, helt uppdaterat, se WCA:s lista på världsrekord. 

### Medel
På tävlingar tävlar man främst i snitt på fem omgångar, fast det bästa och det sämsta resultatet borträknat. Man har alltid 15 sekunders inspektionstid. Under den tiden får man titta på kuben utan att vrida och man måste ha startat tidtagningen och påbörjat lösningen innan tiden tagit slut. Notera att det bara är tider gjorda på tävlingar som räknas. Topp tio i världen (uppdaterat 20 november 2021):
| Nr | Namn                    | Tid (s) | Nation       | Turnering                  | År        |
| -- | ----------------------- | ------- | ------------ | -------------------------- | --------- |
| 1  | Max Park                | 5,32    | USA          | Missoula 2021              | 2021 (VR) |
| 2  | Ruihang Xu              | 5,48    | Kina         | Wuhan Open 2021            | 2021      |
| 3  | Feliks Zemdegs          | 5,53    | Australien   | Odd Day in Sydney 2019     | 2019      |
| 4  | Tymon Kolasiński        | 5,54    | Polen        | LLS II Biała Podlaska 2021 | 2021      |
| 5  | Yezhen Han              | 5.57    | Kina         | Guangdong Open 2021        | 2021      |
| 6  | Matty Hiroto Inaba      | 5.68    | USA          | BCCC A 2021                | 2021      |
| 7  | Patrick Ponce           | 5.83    | USA          | GA Cubers Return A 2021    | 2021      |
| 8  | Sean Patrick Villanueva | 5.98    | Filippinerna | Marikina City Open II 2019 | 2019      |
| 9  | Luke Garrett            | 6.01    | USA          | Florida Returns 2021       | 2021      |
| 10 | Philipp Weyer           | 6.06    | Tyskland     | Swisscubing Cup Final 2018 | 2018      |

### Singel
Trots detta är även singelrekorden otroligt prestigefyllda, och mer eftertraktade än snittrekorden. Topp tio i världen (uppdaterat 12 november 2019):
 (VR) betyder att tiden vid utförandet var världsrekord
| Nr | Namn               | Tid (s) | Nationalitet | Turnering                        | År        |
| -- | ------------------ | ------- | ------------ | -------------------------------- | --------- |
| 1  | Max Park           | 3,13    | USA          | Pride in Long Beach              | 2023 (VR) |
| 2  | Luke Garrett       | 3,44    | USA          | Flag City Summer 2023            | 2023      |
| 3  | Yusheng Du         | 3,47    | Kina         | Wuhu Open                        | 2018 (VR) |
| 4  | Yiheng Wang        | 3,83    | Kina         | IUKL SOR 2023                    | 2023      |
| 5  | Feliks Zemdegs     | 4,22    | Australien   | Cubing for Cambodia              | 2018 (VR) |
| 6  | Patrick Ponce      | 4,24    | USA          | CubingUSA Northeast Championship | 2019      |
| 7  | Max Park           | 4,40    | USA          | SacCubing V                      | 2018      |
| 8  | Juliette Sébastien | 4,44    | Frankrike    | Sens Open                        | 2019      |
| 9  | Tymon Kolasiński   | 4,51    | Polen        | Warm Up Sydney                   | 2019      |
| 10 | SeungBeom Cho      | 4,59    | Sydkorea     | ChicaGhosts                      | 2017 (VR) |
| 10 | Jakub Kipa         | 4,59    | Polen        | Polish Championship              | 2018      |

### Andra världsrekord
Man tävlar också i andra grenar än enbart vanlig lösning. Vanligt förekommande är (uppdaterat 28 december 2018):
| Gren             | Namn               | Resultat | Nationalitet | År   |
| ---------------- | ------------------ | -------- | ------------ | ---- |
| Med en hand      | Max Park           | 6,82 s   | USA          | 2019 |
| Med fötter       | Daniel Rose-Levine | 16,96 s  | USA          | 2018 |
| Minst antal drag | Sebastiano Tronto  | 16       | Italien      | 2019 |
| Blindlösning ¹   | Max Hilliard       | 15,50 s  | USA          | 2019 |
| Multiblind ²     | Graham Siggins     | 59/60    | USA          | 2019 |

1. Blindlösning går ut på att samtidigt som klockan startas, får den tävlande börja inspektera kuben, och när den tävlande är redo ta på en bindel för ögonen, och sen försöka lösa kuben ur minnet. Tiden inkluderar både memorering och utförande.
2. I Multiblind väljer deltagaren själv hur många kuber han/hon vill lösa. Man har max tio minuter per kub och max 60 minuter sammanlagt.

## Andra Rubiks-produkter

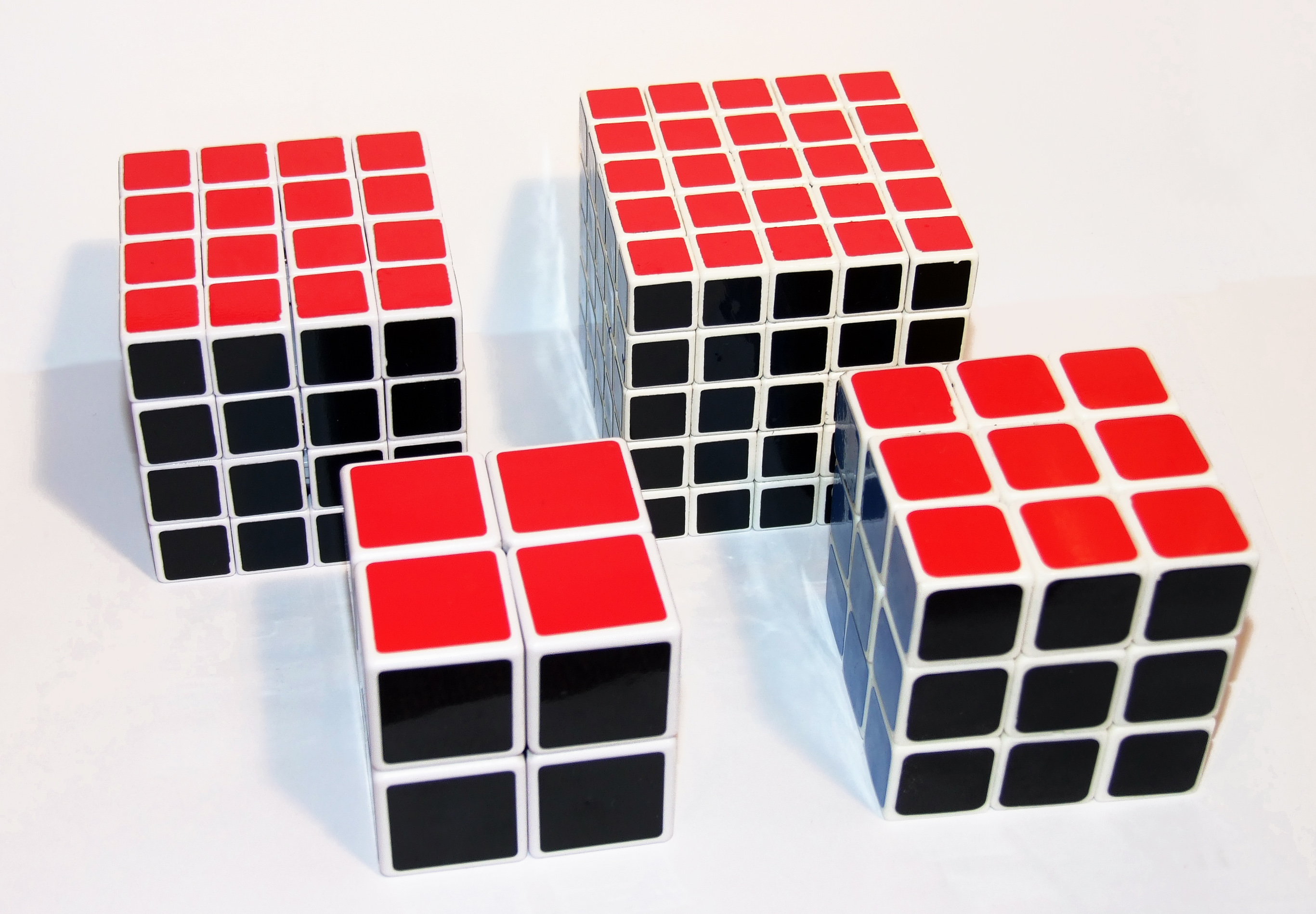
Några olika sorters Rubiks, från vänster till höger: Rubiks Revenge, Rubiks mini, Rubiks Professor och Rubiks kub.

Utöver Rubiks kub, som har 3×3×3-rutor, finns det även en del andra Rubiks-produkter med såväl fler som färre rutor. Ju fler bitar en kub har, desto svårare är den att lösa. Komplexiteten ökar dock inte efter 5×5×5, utan endast tiden det tar att lösa kuben. Kuber med ojämnt antal bitar är vanligen enklare, eftersom de har fasta mittbitar.
Det finns också andra Rubiks kub-liknande pussel med mått som 2×3×4 eller 1×2×3, eller så kallade siameser som består av två eller flera ihopsatta kuber.

### Rubiks Mini

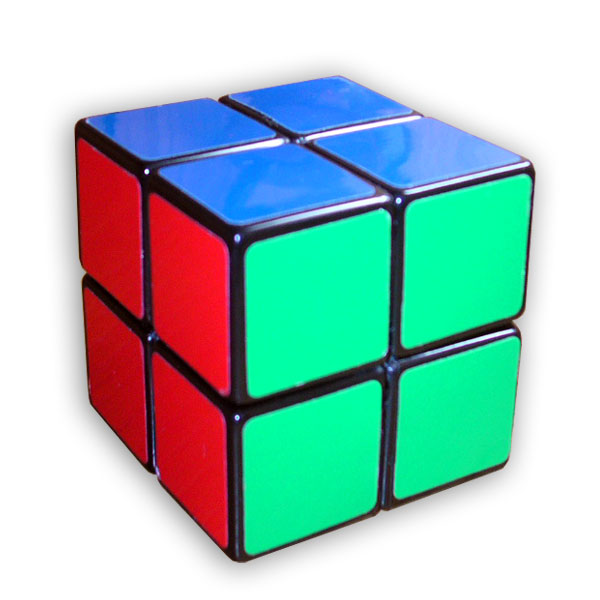
En löst Rubiks Mini.

Rubiks Mini har 2×2×2 block. Det som kan förvirra vana Rubiks kub-lösare är att en sådan kub saknar mittbitar som vanligtvis fungerar som grund. Om man kan lösa vanliga Rubiks kub, finns det dock ett enkelt sätt att klara av en Mini, eftersom hörnen på en 3×3×3 fungerar på precis samma sätt som bitarna på en Mini, och man kan använda samma algoritmer. För avancerade lösningar används dock helt andra metoder.
Världens fem bästa i singel:
| Nr | Namn                         | Tid (s) | Nationalitet | Turnering               | År        |
| -- | ---------------------------- | ------- | ------------ | ----------------------- | --------- |
| 1  | Maciej Czapiewski            | 0,49    | Polen        | Grudziądz Open 2016     | 2016 (VR) |
| 2  | Sameer Aggarwal              | 0,51    | USA          | Puget Sound Spring      | 2019      |
| 3  | Michał Rzewuski              | 0,52    | Polen        | Grudziądz Open          | 2016      |
| 4  | Jody Jones                   | 0,53    | Australien   | Koalafication Melbourne | 2019      |
| 5  | Abraham Torres Ortíz Aguirre | 0,54    | Mexiko       | ArCubingFest            | 2018      |

### Rubiks Revenge

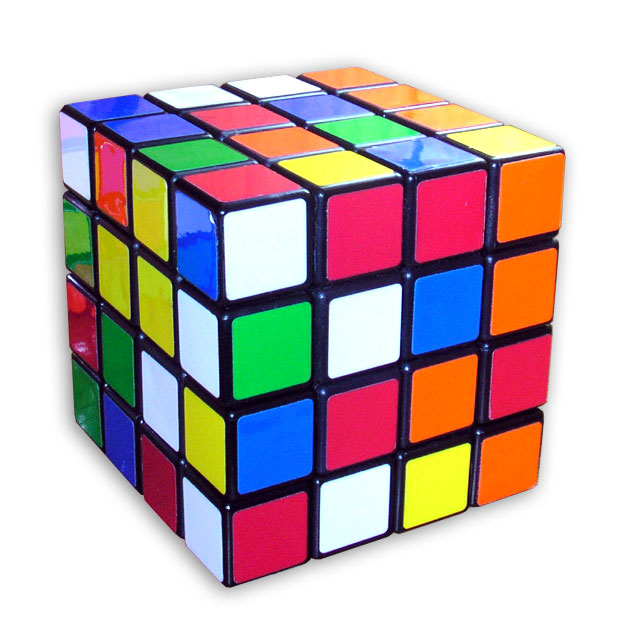
En olöst Rubiks Revenge.

Rubiks Revenge har 4×4×4 block.
Världens fem bästa i singel:
| Nr | Namn                     | Tid (s) | Nationalitet | Turnering              | År        |
| -- | ------------------------ | ------- | ------------ | ---------------------- | --------- |
| 1  | Sebastian Weyer          | 17,42   | Tyskland     | Danish Open            | 2019 (VR) |
| 2  | Max Park                 | 18,42   | USA          | SacCubing IV           | 2018 (VR) |
| 3  | Feliks Zemdegs           | 19,36   | Australien   | LatAm Tour - Arequipa  | 2017 (VR) |
| 4  | Ciarán Beahan            | 19,77   | Irland       | Warm Up Sydney         | 2019      |
| 5  | Seung Hyuk Nahm (남승혁) | 19,87   | Sydkorea     | WCA World Championship | 2019      |

### Rubiks Professor

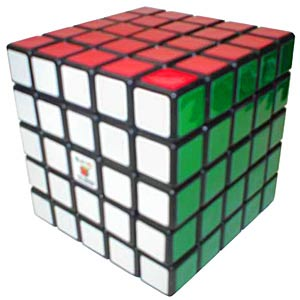
En löst Rubiks Professor.

Rubiks Professor har 5×5×5 block.
Världens fem bästa i singel:
| Nr | Namn                     | Tid (s) | Nationalitet | Turnering                      | År        |
| -- | ------------------------ | ------- | ------------ | ------------------------------ | --------- |
| 1  | Max Park                 | 36,06   | USA          | CubingUSA Western Championship | 2019 (VR) |
| 2  | Feliks Zemdegs           | 37,93   | Australien   | Canberra Autumn                | 2018 (VR) |
| 3  | Ciarán Beahan            | 38,96   | Irland       | WCA World Championship         | 2019      |
| 4  | Patrick Ponce            | 40,43   | USA          | WCA World Championship         | 2019      |
| 5  | Seung Hyuk Nahm (남승혁) | 40,66   | Sydkorea     | WCA World Championship         | 2019      |

### Abstrakta kuber
Datorprogram kan användas för att simulera virtuella varianter av Rubiks kub som inte kan framställas fysiskt. De flerdimensionella varianterna, som vanligtvis är fyr- eller femdimensionella, är abstrakta.

### Andra platonska kroppar än kub
Rubiks kub är, som namnet antyder, utformad som en kub (eller hexaeder). Det finns också varianter som föreställer andra platonska kroppar, såsom dodekaedern och tetraedern.

### Rubiks Magic
Rubiks Magic är ett annat pussel som den ungerske professorn Ernő Rubik har tillverkat.

## Speedcubing
Speedcubing är en sport som går ut på att lösa kuben på tid. Sporten utövas i hela världen med såväl vanliga 3x3x3 som med de andra modellerna. Under en tävlingsomgång löser den tävlande fem kuber. Den sämsta och bästa tiden tas bort och man räknar fram snittet av de tre kvarvarande tiderna.
Världsrekordet (snitt) på 3×3×3:an är 5,53 sekunder av Australiske Feliks Zemdegs och bästa enskilda tid är 3,47 sekunder av Yusheng Du från Kina. Det svenska rekordet i snitt innehas av Daniel Wallin med ett snitt på 7,49 sekunderBästa enskilda tid är 5,52 av Daniel Wallin. 